# Amazona albifrons
L'amazzone frontebianca (Amazona albifrons Sparrman, 1788) è un uccello della famiglia degli Psittacidi.

## Descrizione
Amazzone agile e di taglia ridotta, attorno ai 26 cm, ha corpo meno tozzo della media delle amazzoni. Si presenta con il piumaggio base verde con penne bordate di un colore grigio fumo che dà al piumaggio un aspetto generale particolare, come di velatura. La testa ha la fronte bianca e una zona perioculare, che arriva fino al becco, di un colore rosso acceso. La nuca presenta una colorazione blu che sfuma nel verde del piumaggio generale. Le ali evidenziano, con l'animale a riposo, una bordatura rossa con banda blu sulla parte terminale. La parte ventrale e il sottocoda sono di colore verde sfumato di giallo. L'occhio, con anello perioftalmico evidente, ha iride giallognola. Il becco è giallastro e la cera, grigio chiara, è abbastanza evidente. Le zampe sono grigie. La femmina adulta si distingue dal maschio per la mancanza della bordatura rossa sulle copritrici primarie dell'ala, molto evidente invece nel maschio. È tra le poche Amazona in cui è presente dimorfismo sessuale. Il maschio presenta le macchie colorate della testa più marcate che nella femmina. I giovani si presentano simili ai genitori ma con una colorazione del capo meno marcata e diffusa.
L'Amazona albifrons albifrons, sottospecie nominale appena descritta, è diffusa nel Messico centro-occidentale fino al Chiapas e nella parte sud-occidentale del Guatemala.
La sottospecie A. a. saltuensis, diffusa nel Messico nord-occidentale, presenta una variante nella colorazione del collo che ha una sfumatura blu presente anche sulla nuca in maniera più estesa.
La sottospecie A. a. nana, diffusa nel Messico meridionale e in Costa Rica, si differenzia dalle altre per la taglia ridotta.
Distinguere le tre sottospecie non è facilissimo così come non è facile determinare i sessi pur essendo presente un certo dimorfismo sessuale.

## Distribuzione
Ben distribuita in Messico e Guatemala, è presente in Costa Rica ed è stata localizzata anche in Honduras.

## Biologia
È una specie diffusa in un vasto areale, che copre la maggior parte delle aree secche del Messico, dalle zone ricche di cactus giganti del nord alle foreste del sud; alcuni soggetti sono stati avvistati fino a 1600 metri di altitudine (Van Rossen) e si adattano bene sia alle foreste tropicali sia alle zone semidesertiche vicine ai raccolti di mais. In Guatemala abita terre asciutte fino a 1850 metri di altitudine e pare non si adatti alle basse terre umide caraibiche. Nel periodo non riproduttivo si muove molto e si sposta in stormi di una ventina di individui o in piccole bande famigliari di 4-6 soggetti, scegliendo grandi alberi per il riposo e nutrendosi prevalentemente tra i rami più che a terra.

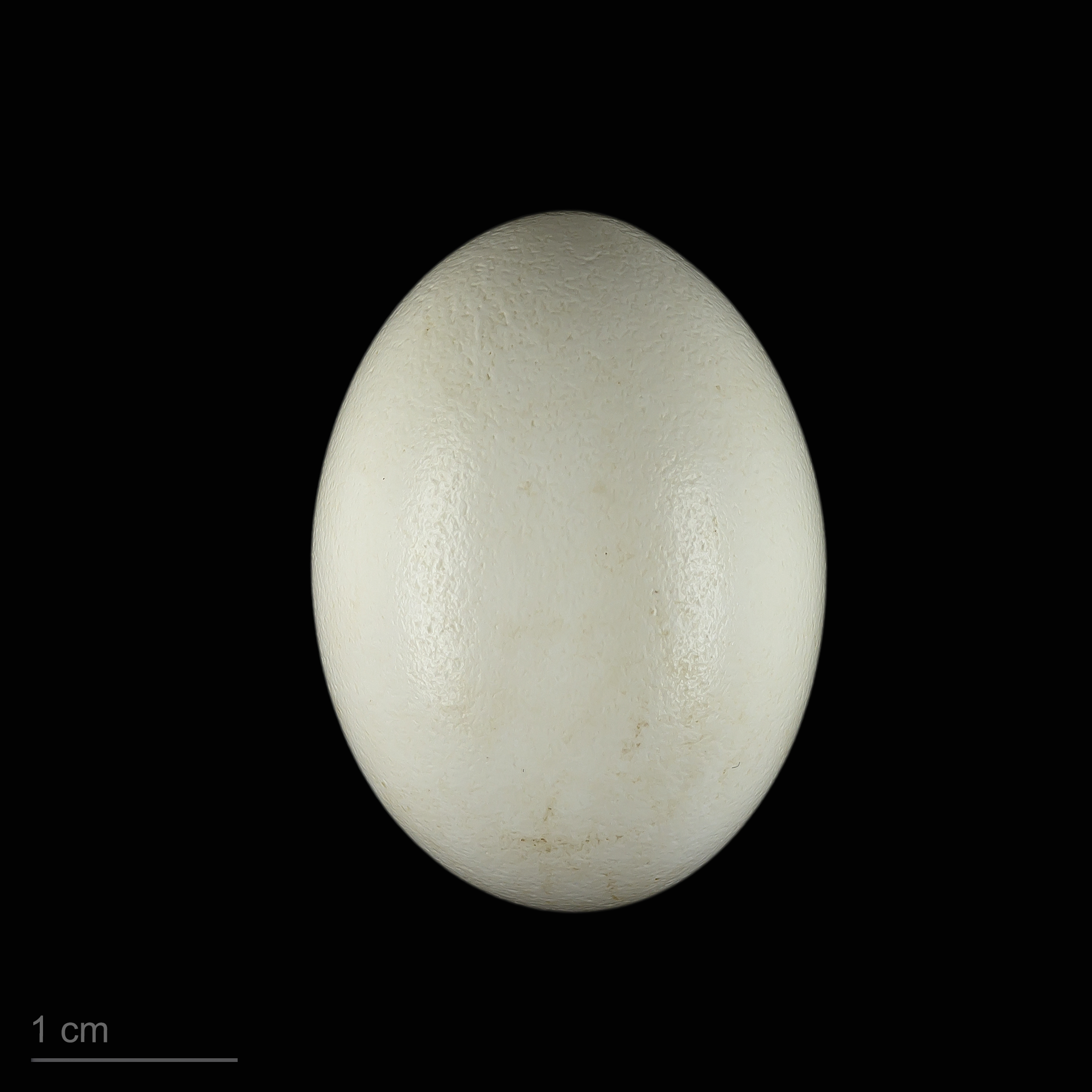
Amazona albifrons

La nidificazione ha inizio verso fine febbraio quando le coppie cominciano la ricerca degli alberi cavi dove organizzare una comoda camera di cova isolandosi un po' dai grandi stormi. Verso aprile si ha normalmente la deposizione delle uova, di solito da 2 a 4, covate per circa 25 giorni. I piccoli restano nel nido per circa 8 settimane e poi dipendono dai genitori per un tempo analogo dopo l'uscita dal nido. La coppia porta a compimento una sola covata all'anno.
È tra le specie più popolari in cattività. Non eccelle come riproduttore. Se è nato in cattività è un egregio animale da compagnia.